# Pánmozgalmak
A pánmozgalmak  vagy más néven pánnacionalizmusok vagy pánideológiák kifejezés a politikai-kulturális mozgalmak heterogén változatait foglalja magába, amelyek célja bizonyos nemzetek vagy vallási közösségek összetartozás-érzetének növelése; gyakran pedig arra törekszenek, hogy egyesítsék bizonyos etnikai csoportok, kultúra, vallás vagy nyelvi csoport valamennyi tagját.

## Történet
A 19. század vége előtt a "modern" pánideológiák nem játszottak jelentős szerepet, de a hasonló mozgalmak és ideológiák sokkal régebbiek. A pánszláv gondolkodás első jelei például a horvát Juraj Križanić (1618–1683) írásaiban találhatók. Még korábbi pánmozgalmak, vagy talán inkább a közös nyelven és kultúrán alapuló páneszmék (pl. a pánhispanizmus ) a 16. századtól kialakuló gyarmatbirodalom következménye volt. Az összes pánmozgalom közül valószínűleg ezek voltak - és vannak - a legkevésbé agresszívek.
A 19. századi etnikai nacionalizmus térhódítása is ösztönözte a pánideológiák kialakulását. A 19. század végétől a pánideológiák két irányban fejlődtek. A legtöbb agresszív nacionalista és illiberális jelleget öltött (mint például a pánszlávizmus, a pángermanizmus stb.). Ezek rasszista és imperialista típusú, harcos nacionalista mozgalmak voltak.
Más mozgalmak kezdetben gyarmatellenes álláspontra helyezkedtek, és így a gyarmatosításellenes nacionalizmusok, például a pániszlamizmus  előfutárainak tekinthetők. A muszlim államok gyengesége és az európai imperializmus nyomása vezetett ezen pániszlám mozgalomhoz.
Olyan új típusú pánmozgalmak is megjelentek, mint a pánázsiai mozgalom, a pánafrikanizmus vagy a páneurópai mozgalom. A Páneurópai Unió 1922-ben alakult és egy politikailag és gazdaságilag egységes, keresztény-nyugati értékeken alapuló európai államot szorgalmazott. 
1880 és 1945 között különböző pánnacionalista ideológiák jelentek meg a világ társadalmi-politikai színterén. Ezek különböző identitáson alapultak:
- etnikai (pl. pánszlávizmus, pángermanizmus),
- vallási (pl. pániszlamizmus (wd)),
- területi (pl. pánafrikanizmus)

Céljuk az volt, hogy a nemzeti államok határain túl egyesítsék egy adott páncsoport összes tagját. Az így létrejövő pánideológiáknak tehát makronacionalista, gyakran imperialista, ha nem irredentista jellegük volt. Ezen okok miatt a legtöbb állam és kormány elutasította a pánideológiákat. A nemzetállamok létrejöttével a legtöbb pánideológia aztán eltűnt. Ott, ahol továbbra is léteznek, már nincs jelentős társadalmi-politikai támogatásuk. Egyes mozgalmak, például a pániszlamizmus esetében azonban vitatható, hogy a népi nacionalizmusok megjelenése véget vetett a pánideológia befolyásának.
A legtöbb pánnacionalista mozgalom kudarcot vallott. Ma a kifejezetten pánnacionális államok ritkák. Jugoszlávia megpróbálta egyesíteni a délszlávok csoportjait, de a délszláv háborúval felbomlott a föderáció.
A pánorosz ezméken nyugvó Szovjetuniónak is volt némi közös identitása, de nem volt "szovjet" közös etnikai alapja és kultúrája vagy nyelve.